# Cleopatra IV
Cleopatra IV (tiếng Hy Lạp cổ: Κλεοπάτρα) là Nữ vương Ai Cập một thời gian ngắn từ 116 đến 115 TCN, cùng cai trị với chồng, Ptolemaios IX Lathyros. Bà sau này trở thành Vương hậu của Syria, vợ của Antiochus IX Cyzicenus.

## Tiểu sử

### Nữ vương Ai Cập
Cleopatra IV là con gái của Ptolemaios VIII và Cleopatra III. Bà được sinh ra khoảng giữa 138 và 135 TCN. Bà là em gái của Ptolemaios IX, Ptolemaios X, và Tryphaena, và là chị gái của Cleopatra Selene I.
Khoảng 119-118 TCN, Cleopatra IV đã kết hôn với người anh trai của bà Ptolemaios IX khi ông vẫn còn một hoàng tử. Cleopatra IV có thể là mẹ của Ptolemaios XII Auletes và Ptolemaios của Cyprus (Vua của Cyprus từ 80-58 TCN), mặc dù có lẽ có một phi tần của chồng bà mới là mẹ của hai vị vua kể trên ma không phải bà.
115 TCN, Cleopatra III buộc Cleopatra IV và Ptolemaios IX phải ly dị. Và thay vào bà thì cô em gái Cleopatra IV với Cleopatra Selene I, phải kết hôn với Ptolemaios IX.

### Vương hậu của Syria và cái chết
Sau sự ly hôn bị ép buộc, Cleopatra IV chạy trốn khỏi Ai Cập và đi đến Cộng hòa Síp, nơi mà bà đã kết hôn với Antiochus IX Cyzicenus và mang lại cho ông quân đội của Antiochus VIII Grypus, quân đội mà bà đã thuyết phục để đi theo bảo vệ bà. Antiochus IX Cyzicenus là người anh em cùng cha khác mẹ của Antiochus VIII Grypus, cả hai đều là vua của Syria. Grypus đã chiến đấu chống lại Cyzicenus và cuối cùng đã đuổi ông đến Antioch. Grypus đã kết hôn với chị của Cleopatra IV là Tryphaena. Tryphaena đã quyết định rằng Cleopaztra IV phải chết và đã bác bỏ mọi sự phản đối của chồng bà, bà đã triệu tập một số binh lính và đã ám sát Cleopatra IV ở Antioch.